# Афинский троллейбус

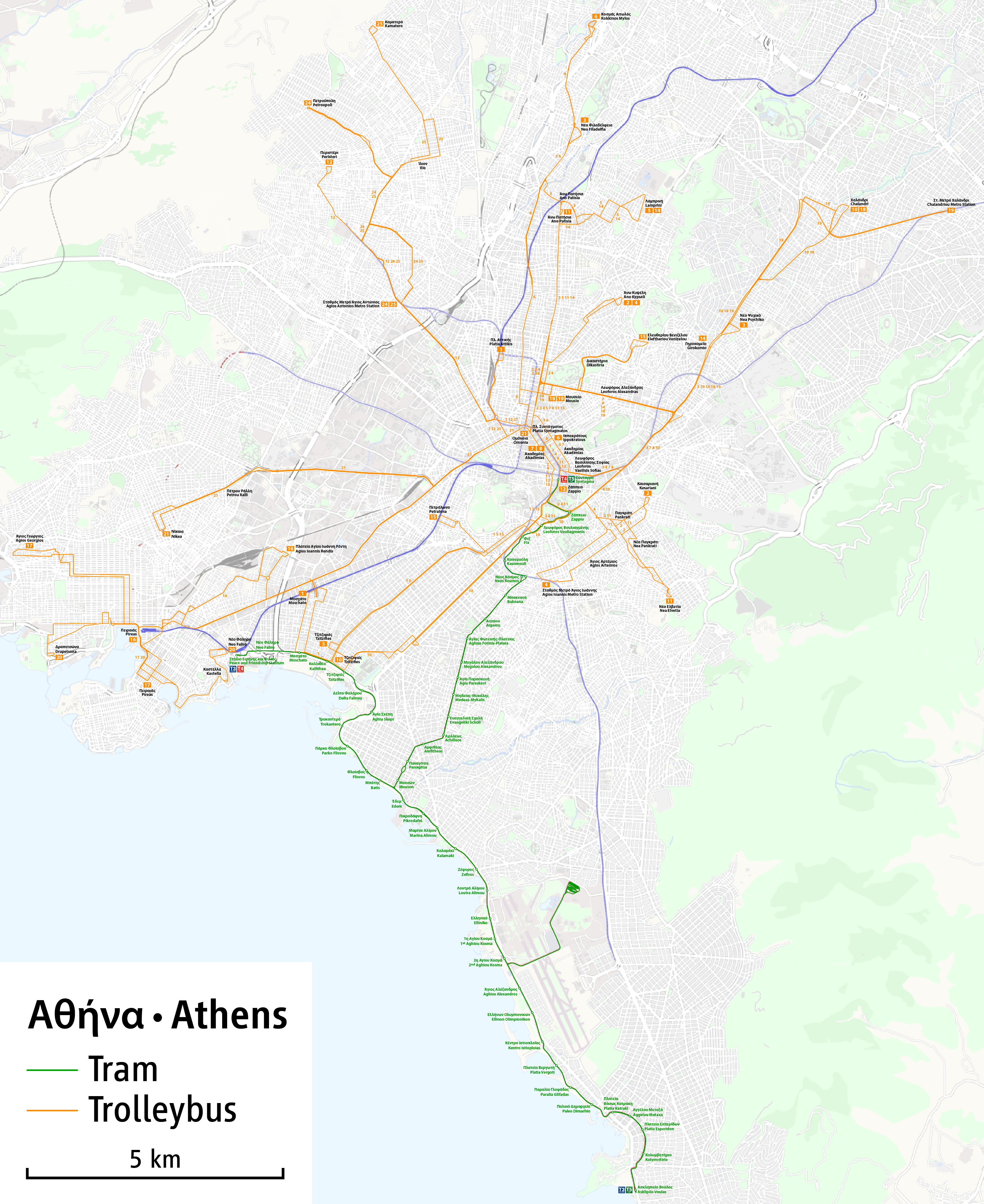
Схема маршрутов

Афинский троллейбус — вид городского общественного транспорта Афин. Эксплуатируется государственной греческой компанией ILPAP. По состоянию на март 2010 года функционируют 23 маршрута, протяжённость контактной сети более 350 километров.
Долгое время афинский троллейбус оставался единственной троллейбусной системой в городе-столице страны ЕС (до начала процесса инкорпорации в Евросоюз стран новой демократии после 1991 года). Афинская троллейбусная сеть — самая крупная в Евросоюзе.
Перед проведением Олимпиады в 2004 году троллейбусный парк был полностью обновлен на троллейбусы Neoplan и Van Hool, старые троллейбусы ЗиУ-9 передали в Белград и Тбилиси.
По состоянию на июль 2007 года в компании работало около 1 600 сотрудников.
В настоящее время функционирует 23 маршрута, протяженность контактной сети составляет более 350 километров.
Список маршрутов:
- 1 Attiki — Kallithea — Moschato
- 2 Kypseli — Kaisariani
- 3 Nea Filadelfia — Ano Patissia-Girokomeio
- 4 Ano Kypseli — Agios Artemios-Agios Ioannis
- 5 Lamprini — Tzitzifies
- 6 Athens (Ippokratous) — N. Filadelfia-Kokkinos Mylos
- 7 Alexandras — Panepistimiou circular
- 8 Akadimias — Alexandras circular
- 9 Ano Kypseli — Zappeio
- 10 Tzitzifies — Halandri
- 11 Ano Patissia — Pagrati — N. Elvetia
- 12 Zappeio — Peristeri
- 13 Lamprini — N. Psychiko (via Akadimias)
- 14 Pl. Papadiamanti — N. Psychiko (via L. Alexandras)
- 15 Petralona — Polygono
- 16 Пирей — Rentis
- 17 Piraeus — Ag. Georgios (Keratsini)
- 18 Mousseio — Chalandri
- 19 Mousseio — Chalandri/Sidera
- 20 Kastella — Piraeus-Drapetsona
- 21 Athens — Nikaia
- 24 Peristeri (Ag. Antonios) — Petroupoli
- 25 Peristeri (Ag. Antonios) — Kamatero

## Подвижной состав
Подвижной состав включает:

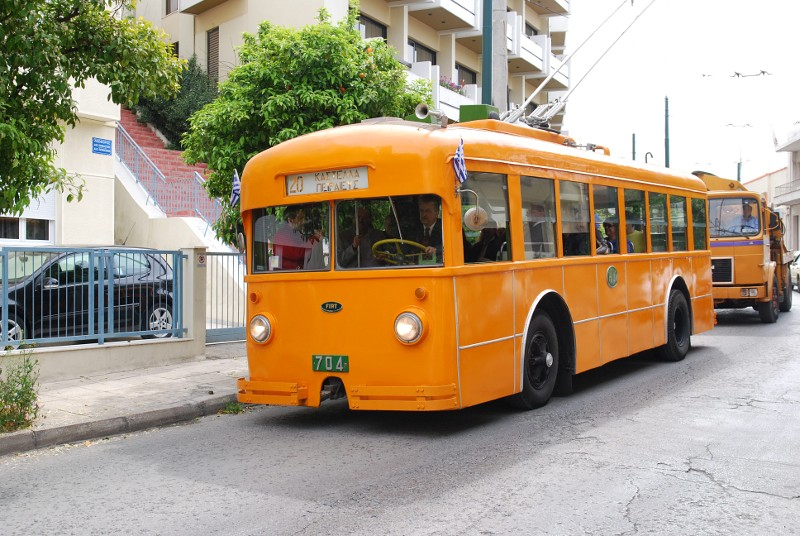
Фотография 2009 года

- 12-метровые троллейбусы собственного производства компании Elbo на базе Neoplan Centroliner в 1990-х годах, Neoplan Elbo 4216, (1992—2002), IGBT.
- Neoplan N6121, двухсекционный (1998—2005), IGBT (Kiepe Electric) — троллейбус для пригородных маршрутов, оснащен дизель-генератором, мощностью 385 киловатт производства Mercedes-Benz. Дуобусом не является, как и другие троллейбусы Neoplan, несмотря на многочисленные заблуждения относительно этого.
- Neoplan N6216, односекционный (2003 —), IGBT (Bombardier / Kiepe Electric) производства Viseon Bus Gmbh, одного из предприятий Neoplan Bus Gmbh в Пилстинге, Германия. Около 90 троллейбусов пришло на заказ из Афин перед Олимпиадой. Имеет дизель-генератор (125 киловатт); также не дуобус.
- Neoplan N6221, двухсекционный (2003 —), IGBT (Bombardier / Kiepe Electric) производства Viseon Bus Gmbh. Для Афин было изготовлено около 50 троллейбусов. Имеет дизель-генератор (125 киловатт), тоже не дуобус.
- Neoplan N6321, двухсекционный (2008 —), IGBT (Kiepe), также называемый MAN-Neoplan Kiepe, построен на шасси MAN, производства Viseon Bus Gmbh, одного из предприятий Neoplan Bus Gmbh в Пилстингу, Германия. Также дизель-генератор, не дуобус.
- Van Hool A300T, односекционный, IGBT (Kiepe Electric), на базе автобуса Van Hool A300, имеет аккумуляторные батареи и дизель-генератор.
- Van Hool AG300T, двухсекционный, IGBT (Kiepe Electric), на базе автобуса Van Hool AG300, имеет аккумуляторные батареи и дизель-генератор.